# Giordano Bruno Reffi
Giordano Bruno Reffi (* 1921; † 11. Mai 1998) war ein san-marinesischer Politiker und Jurist. Er war 1974 und 1977/78 Capitano Reggente (Staatsoberhaupt) von San Marino und bekleidete mehrere Kabinettsposten.

## Leben
Giordano Bruni Reffi war Mitglied des Partito Socialista Sammarinese (PSS). Er wurde 1959, bei der ersten Parlamentswahl nach den Auseinandersetzungen von Rovereta, auf der Liste des PSS ins san-marinesische Parlament, den Consiglio Grande e Generale, gewählt. Er wurde insgesamt sechsmal für den PSS ins Parlament gewählt, dem er bis 1988 angehörte.
Die PSS war von 1957 bis 1973 in der Opposition. Erst 1973 in einer Koalition mit Partito Democratico Cristiano Sammarinese (PDCS) und Movimento Libertà Statuarie (MLS), war der PSS wieder in der Regierung vertreten. Reffi wurde von 1973 bis 1974 im 16. Kabinett Gesundheitsminister (Deputato per la Previdenza, la Sicurezza Sociale, l’Igiene e la Sanità). Nach der Wahl 1974 gab es eine gemeinsame Regierung von PDCS und PSS, Reffi war von 1974 bis 1976 Bildungsminister (Deputato per la Pubblica Istruzione e la Cultura). Bach einer Regierungskrise wurde 1978 erneut eine Regierung von PDCS und PSS gebildet, der Reffi nicht mehr angehörte. Nach der Parlamentswahl 1978 wurde eine Linksregierung aus Partito Comunista Sammarinese (PCS), Partito Socialista Unitario (PSU) und PSS gebildet. Reffi wurde Außenminister (Segretario di Stato per gli Affari Esteri e Politici). Die Koalition wurde nach der Wahl 1983 fortgesetzt und Reffi blieb Außenminister. 1986 verließ der PCS die Regierung und bildete anschließend mit dem PDCS eine neue Regierung.
Reffi wurde zweimal zum Capitano Reggente, dem Staatsoberhaupt San Marinos, gewählt. Von 1. April bis 1. Oktober 1974 gemeinsam mit Ferruccio Piva und erneut vom 1. Oktober 1977 bis zum 1. April 1978 gemeinsam mit Tito Masi.
Von 1992 bis 1996 gehörte Reffi der Europäischen Kommission für Menschenrechte an. Von 1996 bis zu seinem Tod leitete er das Komitee der Initiative für eine Verfassungsreform (Comitato di Iniziativa per la Riforma Costituzionale).
Reffi war mit der Künstlerin und Politikerin Marina Busignani verheiratet, die 1974 zu den ersten vier san-marinesischen Frauen gehörte, die nach Erlangung des passiven Wahlrechts ins Parlament gewählt wurden.

## Auszeichnungen
Reffi wurde am 19. Dezember 1980 mit dem Großkreuz des Verdienstordens der Italienischen Republik ausgezeichnet.